# Eupithecia insignificata
Eupithecia insignificata är en fjärilsart som beskrevs av Taylor 1906. Eupithecia insignificata ingår i släktet Eupithecia och familjen mätare. Inga underarter finns listade i Catalogue of Life.